# Roquepine
Roquepine is een gemeente in het Franse departement Gers (regio Occitanie) en telt 60 inwoners (2009). De plaats maakt deel uit van het arrondissement Condom.

## Geografie
De oppervlakte van Roquepine bedraagt 3,8 km², de bevolkingsdichtheid is dus 15,8 inwoners per km².
De onderstaande kaart toont de ligging van Roquepine met de belangrijkste infrastructuur en aangrenzende gemeenten.

## Demografie
Onderstaande figuur toont het verloop van het inwonertal (bron: INSEE-tellingen).